# Equipo Planeta
Equipo Planeta es una serie de televisión familiar emitida en Castilla La-Mancha Media todos los sábados desde el 15 de abril hasta el 25 de junio de 2023.
La idea, que surge de la iniciativa de la Consejería de Desarrollo Sostenible de Castilla-La Mancha junto a 156 Producciones, nace como un proyecto transmedia para acompañar y entretener a los niños en el proceso de concienciación y educación ambiental.
Sus protagonistas son actores acompañados de títeres, entre los que destacan Ariel Lois y su amiga de trapo, Renée, de Una Aventura de Trapo. Mezcla de diversión, música y manualidades, la serie se dirige al público infantil con la finalidad de fomentar la educación ambiental entre los más pequeños a través de historias entretenidas y personajes únicos.
La serie pretende concienciar a los niños sobre la importancia de conocer, proteger y preservar el planeta, despertando su interés por la naturaleza, la biodiversidad y la sostenibilidad para convertirse en agentes de cambio positivo en su entorno y adoptar prácticas respetuosas con el medioambiente.

## Argumento
La historia comienza cuando Ariel Lois y Renée son elegidos para dirigir el Centro de Recuperación de Fauna y Flora Silvestre y formar Equipo Planeta. Ellos acompañarán a Noa, una lince ibérica, en su puesta en libertad, en la que tendrá que aprender y adaptarse a su nueva vida en la naturaleza tras haber superado un proceso de recuperación en el centro.
En cada capítulo se explican las peculiaridades de diferentes especies de animales y plantas que habitan el entorno natural, así como algunos de los procesos que tienen lugar en el ecosistema. El objetivo de ello es acercar la naturaleza a los niños y niñas y despertar su interés, apreciarla y aprender a convivir con ella desde el respeto.
Además, también se tratan temas relacionados con los principales problemas medioambientales que destruyen la naturaleza como la contaminación, la destrucción de hábitats, la escasez de agua o la caza furtiva.

## Personajes
- Noa. Lince ibérica cuya historia comienza cuando es puesta en libertad tras su paso por el Centro de Recuperación al sufrir un accidente de tráfico siendo una cría. A lo largo de los capítulos, cuenta cómo vive su adaptación en la naturaleza, los problemas a los que se enfrenta y sus miedos. (Voz por Claudia Marán. Manipulación por Ariel Lois).
- Ariel. Interpretado por Ariel Lois. Llega al centro de control para dirigir, junto con Renée, el Centro de Recuperación y ayudar a Noa y al resto de especies que aparecen durante su estancia. Su objetivo es transmitir valores como el conocimiento de la fauna y flora y el interés por el medioambiente.
- Renée. Aventurera y alegre, le encanta explorar la naturaleza, cantar, bailar y pintar. Gracias su curiosidad y sus preguntas, el proceso de aprendizaje se desarrolla de forma divertida y dinámica. (Voz por Ariel Lois. Manipulación por Alejandro Fajardo y Ariel Lois).
- Dr. Erre. Interpretado por Juan Antonio Carrera. Alocado doctor apasionado de la tecnología y las energías verdes. Es el responsable del Eco-taller y su objetivo es que los niños y niñas aprendan a reciclar y reutilizar materiales y desarrollar manualidades con ellos, fomentando así la ecología.
- Lolo. Amigo de Renée, acompaña al Dr. Erre a fabricar manualidades con materiales reciclados. De carácter tímido, la relación con el doctor le hace sacar su lado más divertido y cómico. (Voz por Juan Antonio Carrera. Manipulación por Alejandro Fajardo y Ariel Lois).
- Dra. Ciencia. Interpretado por María Duarte. Encargada de dirigir el Aula de la Naturaleza, la doctora enseña, a través de la investigación y el desarrollo de conocimiento, a cuidar del medioambiente. Le acompaña Berti, que convierte el aprendizaje en un proceso divertido.
- Berti. Águila imperial ibérica, no hay rincón del entorno ni animal que se escape de su conocimiento. Se encuentra en el centro para recuperar su ala rota con ayuda de la Dra. Ciencia, aunque no tiene prisa por volver a la naturaleza. (Voz por Luis Guerra. Manipulación por Javier Curtido y Ariel Lois).
- Óscar. Oso pardo ibérico que llegó al centro por un problema respiratorio debido a la contaminación. Al no poder volver a su medio natural, recorre el entorno de Centro de Recuperación para apoyar a todo animal que lo requiera y siempre acude en ayuda cuando su amiga Noa lo necesita. (Voz por Paco Agout. Manipulación por Jairo Viejo, Juan Antonio Carrera y Javier Curtido).
- Alex y Clau. Interpretados por Alejandro Fajardo y Claudia Marán. Personal del Centro de Recuperación, serán los encargados de asistir a Ariel y Renée en cada uno de los retos a los que se enfrentan.

## Temporadas

### Primera Temporada (2023)
La primera temporada de Equipo Planeta se compone de 15 capítulos de unos 28 minutos de duración cada uno.
| Episodio | Título                                      | Fecha de emisión    |
| -------- | ------------------------------------------- | ------------------- |
| 1        | ¿Dónde está Noa?                            | 15 de abril de 2023 |
| 2        | ¡Han atrapado a las águilas!                | 22 de abril de 2023 |
| 3        | ¡Flores gigantes en el bosque!              | 29 de abril de 2023 |
| 4        | ¿Dónde está Óscar?                          | 6 de mayo de 2023   |
| 5        | ¡Tengo sed!                                 | 13 de mayo de 2023  |
| 6        | ¿Qué son esos cubos de colores?             | 20 de mayo de 2023  |
| 7        | ¿Por qué hay círculos de metal en el suelo? | 27 de mayo de 2023  |
| 8        | ¿Qué son esas placas negras?                | 3 de junio de 2023  |
| 9        | ¿Qué es ese ruido en la noche?              | 4 de junio de 2023  |
| 10       | ¡Han capturado a un lince!                  | 11 de junio de 2023 |
| 11       | ¡Me duele la tripa!                         | 11 de junio de 2023 |
| 12       | ¿Quién se ha llevado mi comida?             | 17 de junio de 2023 |
| 13       | ¿Por qué está el bosque negro?              | 18 de junio de 2023 |
| 14       | Una fiesta de disfraces                     | 24 de junio de 2023 |
| 15       | ¿Dónde está mi amigo el buitre?             | 25 de junio de 2023 |

## Premios y nominaciones
En julio de 2023, el programa fue nominado a los Premios Iris de la Academia de las Ciencias y las Artes de Televisión de España en la Categoría de Mejor Programa Infantil.
En septiembre de 2024, el programa fue nominado a los Premios Iris de la Academia de las Ciencias y las Artes de Televisión de España en la Categoría de Mejor Programa Infantil. 